# Huutoniemi
Huutoniemi est un quartier du district d'Huutoniemi à trois kilomètres du centre de  Vaasa en Finlande.

## Présentation
Huutoniemi est a environ trois kilomètres du centre-ville. 
Huutoniemi dispose d'un large éventail de services, notamment R-kioski, K-Market, K-Supermarket, pharmacie, église d'Huutoniemi, école primaire, restaurant Kitupiikki, trois jardins d'enfants. 
Huutoniemi abrite la zone résidentielle d'Aaltopuisto et le parc Strömberg conçus par Alvar Aalto ainsi que l'unité psychiatrique de l'hôpital central de Vaasa.
Huutoniemi abrite aussi le département des services sociaux et de santé de l'université des sciences appliquées Novia.

## Galerie

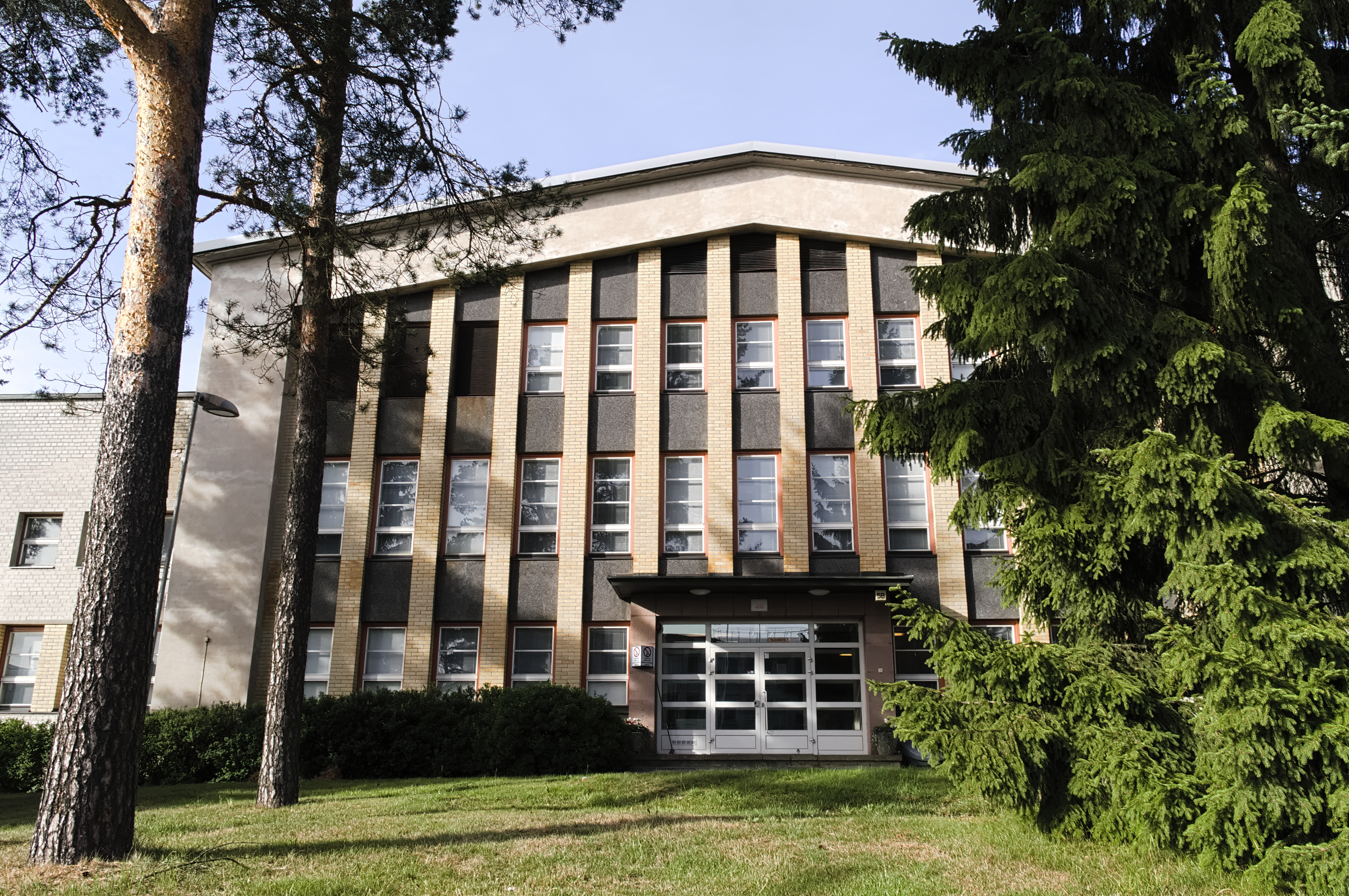
Parc Strömberg.
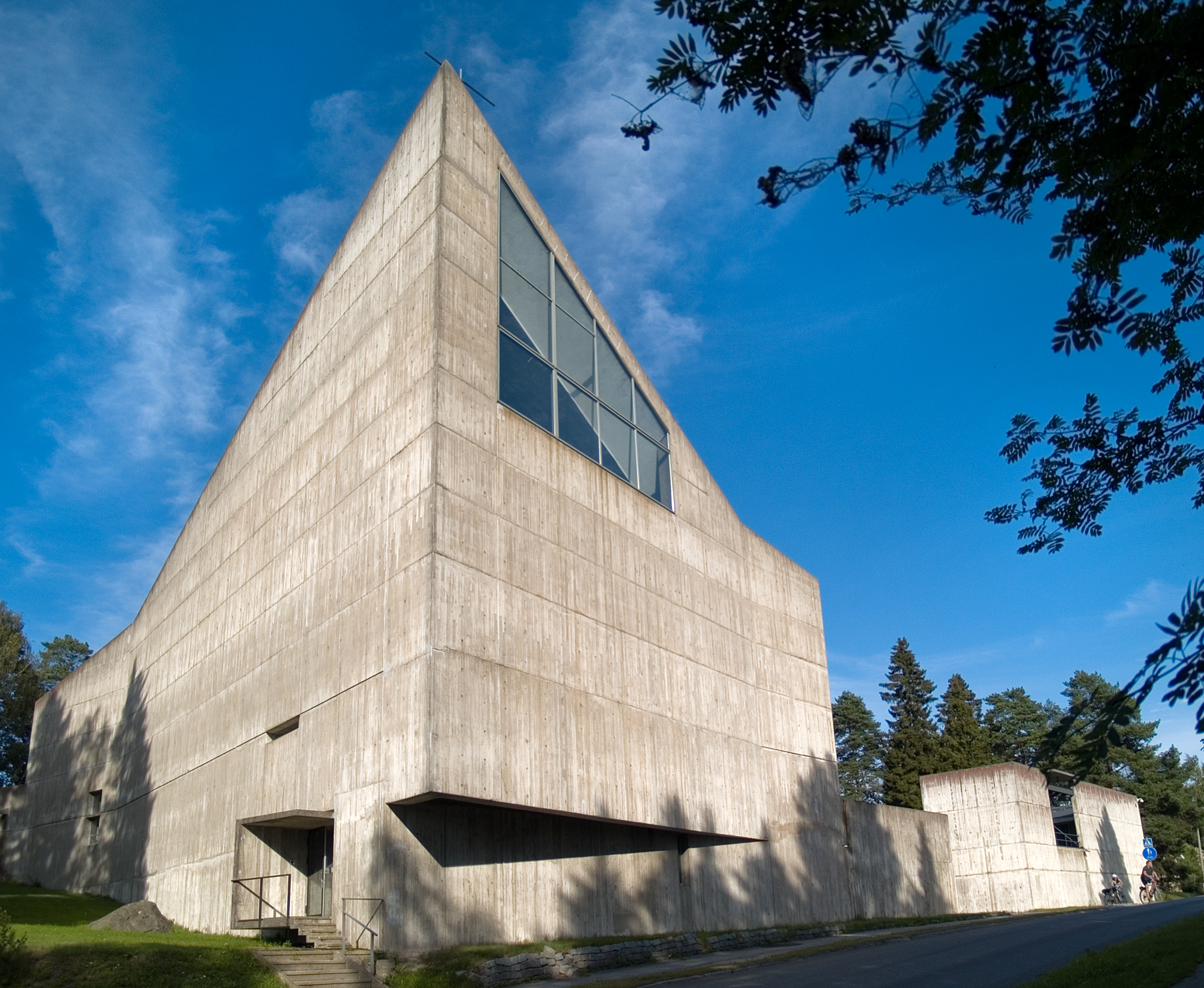
Église d'Huutoniemi.